# Joaquim Riera i Massanas
Joaquim Riera i Massanas (Girona, 21 d'octubre del 1873 - Badalona, 3 de setembre del 1953) va ser un compositor gironí establert a Badalona.
Fill de pares empordanesos, estudià música a Girona i composició a Sils. Amb catorze anys ja tocava l'orgue a la catedral de Girona. El 1902 es traslladà a Badalona, ciutat on s'establí amb la seva esposa, amb qui tingué quatre fills. L'obra compositiva de Joaquim Riera comprèn tant 28 sardanes, com sarsueles, obres per a veu i piano i ballables; composicions seves es conserven -entre altres llocs- als arxius de la cobla La Principal de Badalona, a l'entitat Badalona Sardanista i a la Coral la Badalonense. A banda de la faceta de compositor, Joaquim Riera es dedicà també a la direcció de corals, i portà La Calàndria (el Masnou), les badalonines Agrupació Coral Alba i Societat Coral Badalonense (que li dedicà un homenatge el 12 de juliol del 1931), i les corals d'Alella, Santa Coloma i de Gramenet i Tiana. Fou professor de música i tingué per deixeble el futur activista cultural i compositor Salvador Simón i Donatiu

## Obres
- Barcarola, per a piano, violí i violoncel
- El cor t'enganya. (1917), sarsuela en quatre actes amb lletra de Joaquim Selva
- Corpus Christi (1939), marxa solemne per a banda
- Idiomas naturales (1907), sarsuela amb lletra d'Esteve Queralt i Fonollà
- Luzbel, vals per a trio
- El naixement del Redemptor, música de Pastorets amb lletra de Josep Vergés i Tura
- Noche de luna (1937), per a piano, violí i violoncel
- El pa i la política. (1916), sarsuela en un acte i tres quadres amb lletra de J. Selva[5]
- La tabernera. Joguet cómic en un acte i en vers basat en assumptes badalonins amb un brindis a l"anis del mono". (1918), sarsuela amb lletra de J. Selva
- Vals de caramelles, a tres veus, amb lletra de Joaquim Riera
- Vals de caramelles, a tres veus, amb lletra d'Anastasi Ribó i Garriga
- Cançons: Anem a Betlem (1942); Aubada (per a quatre veus, amb lletra de Pere Renom); Bosquetana (amb lletra d'A. Ribó); Cant a la senyera (himne per a tres veus, amb lletra d'A. Ribó); Dorm! Ho dorm (cançó de bressol, del 1920); La Fugida d'Egipte (1942)
- Sardanes (selecció): La batalla de Tetuan (1908); Lo cant d'una pastoreta (1907); Esclat d'amor, sardana coral (1930, amb lletra de Joaquim Riera); La font d'en Móra (1907); La primavera, sardana coral a quatre veus (1933, amb lletra d'Esteve Soldevila); Primaverenca, sardana coral a tres veus (1935, amb lletra de Josep Casas Cubí); La pubilla del Vallès (1934); La sardana de l'aplec (1933, amb lletra d'E. Soldevila); Tristeses d'una nineta, obligada de tenora[2]